# BEAUTIFUL (辛島美登里のアルバム)
『BEAUTIFUL』（ビューティフル）は、辛島美登里のスタジオ・アルバム。1993年1月27日発売。発売元はファンハウス。規格品番はFHCF-2060。

## 概要
前年の1992年に発売された「あなたは知らない」（FHDF-1176）、「美しい地球」（FHDF-1225）、「瞳・元気 ～都会のひまわり～」（FHDF-1241）が収録されたアルバム。
のちに「チャンスの卵」がシングルカットされている（カップリングは「さよならを言わなきゃ」、アルバム未収録）。（FHDF-1259）
これまで全て辛島自身の作詞・作曲の楽曲を収録していたが、今作では後述の永井真理子への提供楽曲のセルフカバーを2曲収録した為、初めて自分以外の作詞家が手がけた歌詞を歌っている。
「瞳・元気 ～都会のひまわり～」、「Keep On "Keeping On"」は共に永井真理子への提供曲で、「瞳・元気 ～都会のひまわり～」は歌詞違いで2ndシングル、「Keep On "Keeping On"」は4thアルバム『Miracle Girl』収録曲である。また「いつかきっと微笑みへ」（シングル「美しい地球」カップリング曲）は韓国の歌手であるヤン・スギョンへの提供曲。
2024年5月29日、『BEAUTIFUL+1』のタイトルで音楽配信サイトにて配信スタート（「チャンスの卵」カップリング曲の「さよならを言わなきゃ」を追加収録）

## 収録曲
| #         | タイトル                         | 作詞                 | 作曲       | 編曲      | 時間  |
| --------- | -------------------------------- | -------------------- | ---------- | --------- | ----- |
| 1.        | 「チャンスの卵」                 | 辛島美登里           | 辛島美登里 | 佐藤準    | 5:04  |
| 2.        | 「瞳・元気 ～都会のひまわり～」  | 辛島美登里・只野菜摘 | 辛島美登里 | 大村雅朗  | 5:45  |
| 3.        | 「あなたは知らない」             | 辛島美登里           | 辛島美登里 | 萩田光男  | 4:27  |
| 4.        | 「心の休日」                     | 辛島美登里           | 辛島美登里 | 佐藤準    | 4:13  |
| 5.        | 「Keep On "Keeping On"」         | 永野椎菜             | 辛島美登里 | 大村雅朗  | 5:09  |
| 6.        | 「二度目のさよなら」             | 辛島美登里           | 辛島美登里 | 大村雅朗  | 5:21  |
| 7.        | 「一人のSeason～想い出のXmas～」 | 辛島美登里           | 辛島美登里 | 大村雅朗  | 4:06  |
| 8.        | 「ともだちだから」               | 辛島美登里           | 辛島美登里 | 佐藤準    | 3:52  |
| 9.        | 「かぐや姫」                     | 辛島美登里           | 辛島美登里 | 佐藤準    | 5:14  |
| 10.       | 「いつかきっと微笑みへ」         | 辛島美登里           | 辛島美登里 | 佐藤準    | 5:51  |
| 11.       | 「美しい地球」                   | 辛島美登里           | 辛島美登里 | 佐藤準    | 4:36  |
| 合計時間: | 合計時間:                        | 合計時間:            | 合計時間:  | 合計時間: | 53:38 |

| #         | タイトル                          | 作詞                 | 作曲       | 編曲      | 時間  |
| --------- | --------------------------------- | -------------------- | ---------- | --------- | ----- |
| 1.        | 「チャンスの卵」                  | 辛島美登里           | 辛島美登里 | 佐藤準    | 5:04  |
| 2.        | 「瞳・元気～都会のひまわり～」    | 辛島美登里・只野菜摘 | 辛島美登里 | 大村雅朗  | 5:45  |
| 3.        | 「あなたは知らない」              | 辛島美登里           | 辛島美登里 | 萩田光男  | 4:26  |
| 4.        | 「心の休日」                      | 辛島美登里           | 辛島美登里 | 佐藤準    | 4:13  |
| 5.        | 「Keep On“Keeping On”」           | 永野椎菜             | 辛島美登里 | 大村雅朗  | 5:08  |
| 6.        | 「二度目のさよなら」              | 辛島美登里           | 辛島美登里 | 大村雅朗  | 5:20  |
| 7.        | 「一人のSeason～想い出のX'mas～」 | 辛島美登里           | 辛島美登里 | 大村雅朗  | 4:06  |
| 8.        | 「ともだちだから」                | 辛島美登里           | 辛島美登里 | 佐藤準    | 3:52  |
| 9.        | 「かぐや姫」                      | 辛島美登里           | 辛島美登里 | 佐藤準    | 5:13  |
| 10.       | 「いつかきっと微笑みへ」          | 辛島美登里           | 辛島美登里 | 佐藤準    | 5:50  |
| 11.       | 「美しい地球」                    | 辛島美登里           | 辛島美登里 | 佐藤準    | 4:36  |
| 12.       | 「さよならを言わなきゃ」          | 辛島美登里           | 辛島美登里 | 大村雅朗  | 5:03  |
| 合計時間: | 合計時間:                         | 合計時間:            | 合計時間:  | 合計時間: | 58:36 |

## 参加ミュージシャン
| チャンスの卵 - Drums：青山純 - E.Guitar：鈴木茂 - Synthesizer Programming：浦田恵司・北城浩志 - Strings：中西康晴ストリングズ - Chorus：比山貴詠史・佐藤準 瞳・元気〜都会のひまわり〜 - E.Guitar：松原正樹 - Synthesizer Programming：石川鉄男 - Keyboards：大村雅朗 - Background Vocal：辛島美登里 あなたは知らない - Drums：岡本郭男 - E.Bass：美久月千晴 - E.Guitar：松原正樹 - Keyboards：倉田信雄・大谷和夫 - Synthesizer Programming：根岸貴幸・森達彦 - Strings：篠崎正嗣ストリングズ 心の休日 - Drums：青山純 - E.Bass：美久月千晴 - Keyboards：佐藤準・倉田信雄 - Synthesizer Programming：鈴木浩之・田久保誓一 - Chorus：比山貴詠史・佐藤準 - Accordion：小林靖宏 Keep On“Keeping On” - Synthesizer Programming：石川鉄男 - Keyboards：大村雅朗 - Harp：朝川朋之 - Oboe：篠崎隆 - Strings：加藤ジョーグループ 二度目のさよなら - Drums：青山純 - E.Bass：美久月千晴 - E.Guitar：松原正樹 - Keyboards：大村雅朗・西本明 - A.Piano：西本明 - Synthesizer Programming：根岸貴幸・迫田到 | 一人のSeason〜想い出のX'mas〜 - E.Bass：美久月千晴 - E.Guitar：松原正樹 - Keyboards：大村雅朗 - Synthesizer Programming：根岸貴幸・迫田到 - Chorus：辛島美登里・If ともだちだから - Strings：篠崎正嗣ストリングズ - Keyboards：佐藤準 - Synthesizer Programming：浦田恵司・鈴木浩之 かぐや姫 - Drums：山木秀夫 - E.Bass：美久月千晴 - E.Guitar：今剛 - A.Guitar：笛吹利明 - Keyboards：佐藤準 - Synthesizer Programming：浦田恵司 いつかきっと微笑みへ - Drums：青山純 - E.Bass：美久月千晴 - E.Guitar：今剛・鈴木茂 - A.Guitar：笛吹利明 - Keyboards：佐藤準 - Synthesizer Programming：浦田恵司 美しい地球 - Drums＆African Marimba：山木秀夫 - E.Bass：美久月千晴 - E.Guitar：今剛 - Keyboards：佐藤準・友成好宏 - Synthesizer Programming：浦田恵司・鈴木浩之 |